# Joachim Albrecht (Politiker)
Joachim Albrecht (* 22. April 1950 in Duderstadt) ist ein deutscher CDU-Politiker. Von 2003 bis 2008 war er Mitglied im Landtag Niedersachsen. Er ist verheiratet und hat drei Kinder.

## Ausbildung und Beruf
Nach dem Abitur am Gymnasium Josephinum in Hildesheim studierte er Geschichte, Geographie und politische Wissenschaft an der Universität Hannover. Seitdem unterrichtete er an diversen Schulen, unter anderem an der St. Ursula-Schule Hannover. Nach seinem Ausscheiden aus dem Landtag war er bis zu seiner Pensionierung im Niedersächsischen Kultusministerium tätig.

## Politik
Seit 1968 ist er Mitglied der CDU, wo er seitdem verschiedene Ämter bekleidet. Unter anderem war er seit Januar 2005 stellvertretender Bezirksbürgermeister im Stadtbezirk Mitte in Hannover. 
Von 2003 bis 2008 war Albrecht Mitglied im Niedersächsischen Landtag. Er wurde von dem Wahlkreis 31 Hannover-Mitte in den Landtag gewählt. Dort war er Mitglied im Kultusausschuss und stellvertretendes Mitglied im Ausschuss für Bundes- und Europaangelegenheiten und Medien, im Ausschuss für Wissenschaft und Kultur und im Ausschuss für Inneres und Sport.